# 에코 (음악 그룹)
에코 (Eco)는 대한민국의 팝 음악 그룹이다. 송지영, 김정애, 신지선으로 구성되어 있다

## 구성원
| 이름   | 소개 |
| ------ | --- |
| 송지영 | - 생년월일 : 1973년 12월 9일(51세) - 포지션 : 리더 - 활동기간 : 1996년 ~ 현재                                 |
| 김정애 | - 생년월일 : 1974년 4월 10일(51세) - 포지션 : 보컬 - 활동기간 : 1996년 ~ 현재 - 학력: 서울예술대학 실용음악과 |
| 조주은 | - 생년월일 : 1978년 2월 17일(47세) - 포지션 : 메인보컬 - 활동기간 : 2000년 ~ 현재 - 학력: 동아대학교          |

## 역사
1996년 1집《ECO》로 데뷔하였다. 타이틀 곡인 〈만일 내가〉로 활동을 하였지만 크게 주목을 받지 못하였다. 1집이 실패한 후 이듬해 겨울, 2집을 발표하였다. 타이틀 곡〈행복한 나를〉로 활동하면서 점차 주목을 받았고, 가요 순위 5위권 안으로 진입하기도 하고 1위도 하며 인기를 모았다. 2집이 성공하고 이듬해에 3집을 발표하여 〈마지막 사랑〉으로 활동을 하였다. 타이틀 곡〈마지막 사랑〉도 많은 인기를 얻었다. 1999년 신지선이 결혼하면서 탈퇴하였고, 에코는 베스트 앨범을 발표하였다. 탈퇴한 신지선 대신 조주은이 영입되었고 2000년 초에 4집을 발표하였다. 〈그대도...내게도...〉를 타이틀 곡으로 활동하였지만 큰 인기를 얻지 못하였다. 결국, 에코는 4집 이후로 활동을 중단하였다.

## 리메이크
2001년에 윤미래가 〈행복한 나를〉을 리메이크한 버전을 불렀고, 2009년에는 홍경민, 2010년에는 허각이 리메이크한 버전을 부른 바 있다.
2013년에는 김예림이 응답하라 1994 드라마의 삽입곡으로 리메이크한 버전을 부르기도 했다.

## 음반

### 정규 앨범
- 1집 《ECO》(1996년)
- 2집 《Voice of Eco》(1997년)
- 3집 《Voice of Love》(1998년)
- 4집 《Voice of Angel》(2000년)

### 베스트 앨범
- 《Voice of Memory》(1999년)